# Liebenbergite
La liebenbergite è un minerale.